# هنري بنجامين ويبل
هنري بنجامين ويبل (بالإنجليزية: Henry Benjamin Whipple)‏ هو قسيس أمريكي، ولد في 15 فبراير 1822 في آدامز في الولايات المتحدة، وتوفي في 16 سبتمبر 1901 في فيرباولت في الولايات المتحدة.

## وصلات خارجية
- هنري بنجامين ويبل على موقع الموسوعة البريطانية (الإنجليزية)